# NBQ

Símbols identificadors per a armes o elements "nuclears, biològics, químics". Els colors varien segons la regió.

NBQ són les sigles de "nuclear, biològic, químic", comunament utilitzats per referir-se a les unitats militars o civils encarregades de combatre amenaces d'aquesta classe, o l'amenaça en si mateixa. També és comú l'acrònim ABQ (atòmic, biològic, químic) o l'anglosaxó NBC (nuclear, biological, chemical).

## Espanya

Escut del regiment NBQ nº1 'València'.

El Regiment NBQ 'València' número 1, pertanyent a l'Exèrcit de Terra i creat l'1 de març de 2005, és la unitat més important encarregada de la defensa enfront d'atacs nuclears, radiològics, biològics o químics. L'ensinistrament més important per combatre aquesta amenaça és el denominat "Exercici Aixeta", encomanat a l'Exèrcit de Terra. A Espanya l'ús de les sigles NRBQ -Nuclear, Radiològic, Bacteriològic i Químic- ha substituït a les tradicionals NBQ. El Cos Nacional de Policia, la Guàrdia Civil i els Mossos d'Esquadra compten amb unitats NRBQ pròpies. La Unitat Militar d'Emergències i fins i tot altres serveis d'emergències també compten amb ensinistrament NRBQ.